# 熱帶風暴桃芝 (2018年)
熱帶風暴桃芝（英語：Tropical Storm Toraji，國際編號：1827，聯合颱風警報中心：WP322018）是2018年太平洋颱風季第27個被命名的熱帶氣旋。「桃芝」一名由北韓提供，是一種花名。這種花生於朝鮮深山中，常在人不察覺時盛開，可食用和藥用。

## 氣象歷史
一個低壓區在11月11日於菲律賓棉蘭老島東南方形成，美國海軍研究實驗室給予熱帶擾動編號91W。
聯合颱風警報中心在11月16日凌晨2時給予評級「低」，並在當晚9時將評級提升為「中」。日本氣象廳在11月17日凌晨2時率先將其升格為熱帶低氣壓。上午6時30分，聯合颱風警報中心將評級提升為「高」，同時發佈熱帶氣旋形成警報。。同時，該系統已經橫過民答那峨島，進入南海南部。下午6時，日本氣象廳跳過烈風警報，直接將其升格為熱帶風暴，給予國際編號1827，並命名為桃芝。聯合颱風警報中心則延至當晚11時才將其升格為熱帶低氣壓，給予編號32W。
11月18日，桃芝橫過南海南部，並在當日下午4時20分登陸越南平順省。日本氣象廳在當日下午3時將其降格為熱帶低氣壓，聯合颱風警報中心則在當晚7時對其發出最後警報，香港天文台也在當晚8時將其降格為低壓區。
11月20日上午，桃芝的殘餘進入泰國灣後重新發展，聯合颱風警報中心在當日下午1時直接將評級升為「中」，更在下午11時再度將其升格為熱帶低氣壓。11月21日，桃芝登陸泰國洛坤府後減弱。進入馬六甲海峽後，聯合颱風警報中心再度對其發出最後警報。

## 影響

### 越南
受到桃芝的影響，芽莊市及其鄰近地區降下暴雨，該市範圍內廣泛地區水浸，多處發生山泥傾瀉事故，其中一些預測不會受到水浸和發生山泥傾瀉事故影響也受到波及，全市數十萬人生活受影響。國道1號、南北鐵路等經過芽莊市貫通越南全國的公路和鐵路路線也因而受阻。該市來回金蘭國際機場的道路亦要一度封閉。
在慶和省，此次風暴共造成了22人死亡、32人受傷，124間房屋倒塌、17間半毀。，經濟損失加上接下來的風暴的影響共達逾1兆越南盾。當局在事後共投入了四千多人進行救災，並由於部分區域山泥傾瀉以及落石的風險而需要在接下來的風暴來臨前再撤離居民。其中，芽莊市永壽坊有一家越南粉餐廳由於山泥傾瀉導致牆壁倒塌活埋2人致死，在永和坊由於一個水池崩壞放出的洪水導致的山泥傾瀉引致10間房屋倒塌以及其中一家四口死亡，在福同社由於暴雨引起的山泥傾瀉以及落石加上洪水導致35間房屋倒塌以及8人死亡。
另外，在富安省，此次風暴造成的惡劣天氣導致了一人遭受雷擊死亡，並且其環流在複數地方產生了龍捲風，導致23人受傷其中5人重傷、逾百家房屋損毀、局部地區停電。

### 中國大陸
當地發佈之最高熱帶氣旋預警： 颱風藍色預警信號
中央氣象台于18日6時發佈颱風藍色預警信號，南海西南部和越南東南部海域會有6-8級大風，部分地區陣風9-10級，提醒相關水域水上作業和過往船隻回港避風。

## 熱帶氣旋警告使用記錄

### 中國大陸
| 国家气象中心 颱風預警信號 | 国家气象中心 颱風預警信號 | 国家气象中心 颱風預警信號 |
| ------------------------- | ------------------------- | ------------------------- |
| 上一熱帶氣旋              | 颱風藍色預警信號          | 下一熱帶氣旋              |
| 超強颱風玉兔              | 颱風藍色預警信號          | 強熱帶風暴天兔            |

## 外部連結
- （日語）日本氣象廳首頁 （页面存档备份，存于）
- （英文）美國聯合颱風警報中心首頁 （页面存档备份，存于）
- （简体中文）中國國家氣象中心首頁
- （繁體中文）臺灣中央氣象局首頁 （页面存档备份，存于）
- （繁體中文）香港天文台首頁 （页面存档备份，存于）
- （繁體中文）澳門地球物理暨氣象局首頁 （页面存档备份，存于）
- （英文）菲律賓大氣地球物理和天文管理局首頁 （页面存档备份，存于）